# 齐尼亚戈
齐尼亚戈（義大利語：Zignago），是意大利拉斯佩齐亚省的一个市镇。总面积27.85平方公里，人口546人，人口密度19.6人/平方公里（2009年）。ISTAT代码为011032。